# Estación Santa Victoria
Santa Victoria es una estación ferroviaria ubicada en la localidad del mismo nombre, Departamento General San Martín, Provincia de Córdoba, República Argentina.

## Servicios
Actualmente no hay servicios entre Villa María hacia Rufino, por Clausura y levantamiento del Ramal.

## Historia
En el año 1890 fue inaugurada la Estación, por parte del Ferrocarril Buenos Aires al Pacífico, en el ramal Rufino-Villa María, Sólo de Cargas.